# Isla Enders
Isla Enders (en inglés: Enders Island) es una isla habitada situada en Stonington, Connecticut que se utiliza como un centro de retiro católico, siendo propiedad y estando operada por la Sociedad de San Edmundo. La isla está conectada a la vecina isla de Mason por una calzada y esta última a su vez conectada al continente por otra calzada.
La isla lleva el nombre del dr. Thomas Enders B., quien compró la isla en el año 1900.  Él la convirtió en su finca privada con una gran casa principal decorada en el estilo Arts and Crafts.  En 1954 la isla fue donada a la Sociedad de San Edmundo. Es usada también por la universidad de Fairfield.